# Front Mission 5: Scars of the War
Front Mission 5: Scars of the War (яп. フロントミッション フィフス ~スカーズ・オブ・ザ・ウォー~ Front Mission 5:Шрамы войны) — тактическая ролевая игра из серии Front Mission, разработанная и выпущенная компанией Square Enix в 2005 году для приставки PlayStation 2. Официально игра не выходила нигде, кроме Японии, однако существуют любительские переводы на английский и русский языки, выполненные группой поклонников серии.

## Игровой процесс
Игровой процесс во многом напоминает предыдущие номерные части сериала, на небольшой карте, поделённой на квадраты, проходят сражения ванзеров (больших боевых роботов). Среди нововведений — возможность найма пилотов, всего доступны около 80-и человек, которые могут присоединиться к команде на разных этапах прохождения, максимум в отряде могут состоять 12 персонажей. Вернулась Арена, присутствующая в ранних частях, где можно за деньги сражаться с другими ванзерами, зарабатывая при этом также очки СР. Перед каждым сражением проходит подробный брифинг, детально описывающий все подробности предстоящей миссии — деталь, тоже характерная для первых Front Mission. Каждый пилот относится к одной из шести специальностей: ударник (striker), штурмовик (assault), снайпер (gunner), ракетчик (launcher), механик (mechanic) и постановщик помех (jammer). Вне зависимости от своей специальности, каждый пилот может использовать различное оружие и ранцы. Реально специальность пилота определяет только доступ до особо ценных навыков 10-го уровня: каждый пилот только в рамках своей специальности может выучить навыки 10-го уровня и навыки всех остальных специальностей, но только до 9-го уровня включительно. Это правило распространяется и на пилотов S-класса, которые уже изначально имеют два уникальных навыка, недоступные обычным пилотам.. Юниты обеих сторон впервые в серии подвержены дружескому огню и это обстоятельство существенно влияет на тактику ведения боя.

## Сюжет
Главным героем Scars of the War является Уолтер Фенг, солдат армии Соединённых Штатов Нового Континента (USN). Повествование затрагивает несколько десятилетий его жизни с 2070 года по 2121-й. Протагонист участвует в различных военных конфликтах, некоторые из которых уже имели место в предыдущих частях серии, и пытается разыскать своего друга Глена Дюваля, однажды присоединившегося к Океаническому Объединённому Союзу (OCU).

## Разработка
Впервые о создании игры было заявлено в сентябре 2004 года на выставке Tokyo Game Show. Разработкой занималась шестая производственная команда Square Enix, возглавляемая геймдизайнером Тосиро Цутидой, автором всех предыдущих частей. Саундтрек, как и раньше, написал композитор Хидэнори Ивасаки при небольшой помощи Кэнъитиро Фукуи и клавишника Ясухиро Яманаки, рекламную композицию под названием «Blue Stream» сочинил Масаёси Сокэн.

## Критика и отзывы
За первую неделю после выхода в Японии было продано 146 тысяч копий Front Mission 5: Scars of War, по окончании января 2006 года продажи составили 200 тысяч экземпляров, благодаря чему общий мировой тираж серии превысил отметку в 3 млн. Позже игра была переиздана в рамках программы Ultimate Hits. В голосовании сайта RPGFan пятая часть претендовала на звание лучшей стратегической ролевой игры года, но в итоге уступила тактической Disgaea 2. Японский журнал Famitsu дал игре 32 балла из 40.